# قائمة شخصيات أبطال الديجيتال (الجزء الأول)

الصُورة الجماعية التي اُلتقطت كتذكار في نهاية السلسلة.

هذه قائمة شخصيات مُسلسل الأنمي الياباني أبطال الديجيتال بسلسلته الأولى والمُسماة في الإصدارات الأخرى بـديچيمون أدڤنتشر (بالإنجليزية: Digimon Adventure) والتي تعني مُغامرة الديجيمون أو مُغامرة الوحوش الرقميّة، تضّم هذه المقالة الشخصيّات الرئيسية وهم مجموعة من ثمانيّة أولاد مُختارون، والمخلوقات الرقميّة وهي المخلوقات التي تعيش في العالم الرقميّ ومنها مخلوقاتٌ طيّبة ومُسالمة ومنها مخلوقاتٍ شريرّة من زُعماء وأتباع، وتضم أيضاً المُرافقين الرقميّين وهم مخلوقات رقميّة لكنهم خُصصوا لمُرافقة الأطفال المُختارون وقتال قُوى الشر وكُل مُرافق له مُستويات مُختلفة يتطوّر أو يتدنى بحسب الأوضاع والأخطار، وتضم أيضاً عدة شخصيّات أخرى سواءً من بشر أو كائنات أخرى.

## الأولاد المُختارون

### تايتشي

تايتشي

تايتشي المعروف في الدبلجة العربيّة بـأمجد (باليابانية:八神 太一) (بالروماجي:Taichi Yagami)، هُو فتى في الصف الخامس يبلغ من العمر إحدى عشر عاماً وهو الشخصية الرئيسية في المُسلسل، كما أنه الشقيق الأكبر لهيكاري (هند) أحد أبطال الديجيتال الثمانيّة، يُعتبر تايتشي قائداً للمجموعة بسبَب علاقاته المتينة ومحبته مع الجميع وشجاعته في اتخاذ القرارات، على الرّغم من طيّشه وتهوّره إلا أن المجموعة ليس بمقدورها فِعلَ شيءٍ من دونه وظهر ذلك جلياً حينما سحبه تيارٌ نابعٌ من بُعدٍ رقمي إلى العالم الحقيقي في الحلقة 20 (تطور المستوى المثالي! ميتال قريمون)؛ حين افترقت المجموعة بعد أن غاب عنهم لفترة دامت أكثر من شهر وفوّرَ عودته قام بِلَم شتات المجموعة، عنيدٌ أحياناً ولا يُبالي بالخطر الذي قد يُصيبه نتيجةَ قراراته الطائشة، وعلى الرغم من ذلك، فإن تايتشي طيّب الأخلاق ومُتعاون واجتماعي وكذلك حنونٌ مع الجميع خاصةً شقيقته هند، كما يملك أمجد روحاً مرحة وفُكاهيّة حتى في المواقف الصعبة التي تتطلب الجديّة في الكثير من الأحيان، وبصرف النظر عن كونه قائدً لمجموعة أبطال الديجيتال فإن تايتشي بارعٌ في كرة القدم في مدرسته وكان نجمَ فريقه في أحد أندية كرة القدم للمدارس، شكَّل تايتشي ثُنائياً مرحاً مع أقومون (رعد) وخاضا الكثير من المعارك لوحدهِما حيث يُعتبران أفضل ثنائي بين بطل الديجيتال وشريكه، يَملك تايتشي شارة الشجاعة في قلادته التيّ توهجت بفضل شجاعته في مروره في التيّار الكهربائي في هرم شبكة إيتيمون (قردون).

### ياماتو

ياماتو

ياماتو (باليابانية:石田 ヤマト) (بالروماجي:Ishida Yamato)، المعروف في الدبلجة العربية بـيامن هو فتى في الصف الخامس يبلغُ من العمر إحدى عشرَ عاماً، وهو الشقيق الأكبر لتاكيرو (وسيم) أحد أبطال الديجيتال الثمانية، يعيش ياماتو مع والده في مدينة أودايبا بعد طلاق والديّه، هذا الأمر جعل علاقته مع والدته غيّر مُستقرة بسبب بُعدِه عنها، يُعَد ياماتو أكثر الأولاد جديّةً وعصبيّة؛ فهو سريع الغضب وهادئٌ كثيراً وبارد الأعصاب، ويُنظر إليه على أنه «الفتى المتمرد» أو «الذئب الوحيد» الذي يُفضل أن يتعامل مع الأشياء بطريقته الخاصة، مُنعزل ويحب الجلوس بمُفرده في كثير من الأوقات ويهوى العزف في آلتهُ الموسيقية الصغيرة الهارمونيكا كتعبير عن مشاعره، ياماتو هو شخصٌ وُقائي جداً ويخشى على نفسه وعلى الآخرين من مخاطر العالم الرقمي لذلك فإنه كثير الشجار مع تايتشي (أمجد) بسبب تهوّر الأخير في قراراته، يُعتبر ياماتو قائداً ثانوياً للمجموعة بعد تايتشي، على الرّغم من أن ياماتو فتى هادئ وكثير الغضب إلا أنه يملك جانباً حساساً؛ فهو مُحب للجميع ويحرص على مصلحتهم ودفعِ الضرر عنهم، وكثيراً ما يخاف على أخيه تاكيرو ويهتم به اهتماما بالغاً، يُعاب على ياماتو بأنه مُتسرع في الحكم على الآخرين وهذا سبب مُشاجراته الكثيرة، يحمل ياماتو شارة الصداقة في قلادته، على الرّغم من أن ياماتو لا تظهر عليه معاني الصداقة في ظَاهره لكنهُ يحمل معانيها في قلبه خاصةً بعد التجارب التي مرَّ بها في العالم الرقمي.

### سورا

سورا

سورا (باليابانية:武之内 空) (بالروماجي:Takenouchi Sora)، المعروفة بالدبلجة العربية بـسمر هي فتاةٌ في الصف الخامس وتبلغُ من العمر إحدى عشر عاماً، تعيشُ سورا مع والدتها في مدينة أودايبا لوحدهما بسبب انشغال والدها في العملِ بعيداً عنها في جامعة كيوتو في مدينة كيوتو وهذا ما جعلها مُرتبطة بوالدتها بشكل أكبر، سورا فتاةٌ عاطفية ولطيفة ومُحبّة للجميع، كما أنها تملك إحساساً عالي بالمسؤولية والخوف على أصدقائها من الأخطار المُحيطة، بالإضافة إلى أنها موثوقة جداً وتحاول الاعتناء بالأطفال الآخرين، كما أن لها دور في كثير من الأحيان أن تكون شخصية كأم لعديد من الأشخاص، تعتني بالآخرين وتحترم بمن هو أكبر مِنها ولا تتردد دائماً في مُساعدة الآخرين، فهي بشهادة جميع أصدقائها ومُعلميها فتاةٌ مُهذبة ولبقة ومُتواضعة ومرّحة في أسلوبها وتعامُلها مع الآخرين، بالرّغم من أنها فتاة فإنها لا تتذمر كثيراً لاسيّما حينما ساءَت الأوضاع في العالم الرقمي فهي لا تأبه للرفاهيّة كسائر الفتيات بل هيّ شديدةُ المواقف وكثيرة الصبر، دائماً ما ترى نفسها بأنها لا تحمل الحُب للجميع على الرغم من أنها كانت عكس ذلك إلى أن تيّقنت معنى الحب وأدركتهُ في نفسها، سورا لا تنجذب إلى ميول الفتيات كالاهتمام بمظهرها وأناقتها، سورا تهوى كرة القدم وتلعب في نفس فريق أمجد في أحد أنديّة كرة القدم، تحمل سورا شارة المحبة في قلادتها حين فهمت معنى المحبة بعد ما حصل لها موقف مع مُرافقتها بيومون هديل) كان قد تكرر مع والدتها سابقاً.

### كوشيرو

كوشيرو

شادي المعروف في الإصدار الياباني بـكوشيرو (باليابانية:泉 光子郎) (بالروماجي:Izumi Kōshirō)، هو فتى ياباني يبلغُ من العمر عشرةَ أعوام يدرس في الصف الرابع من المرحلة الابتدائية، كوشيرو فتى عبقري جداً وخبير في الأمور التِقنيّة والتكنولوجيّا ومجالات الحاسوب، يستعمل بشكلٍ دائم حاسوبه المحمُول وكان له الفضل في حل الكثير من ألغاز وأسرار العالم الرقميّ أثناء مُغامرة الأولاد فيه، كوشيرو لا يتخلى عن حاسوبه ويقضي الكثير من الوقت بتصفُحه حيث أنه يحمله معه باستمرار أينما ذَهب (سواءً في العالم الرقمي أو عالم الواقع) ويَعدُه أثمن شيءٍ يملكه، يهوى كوشيرو العِلم في جميع المجَالات كما أنه فُضولي العلم بشكل ملحُوظ وما إن يَجد رمزاً غريباً إلا وحاول أن يفك شفرته، اعتمد الأولاد عليه في إخراجهم من الأزمات في كثير من الأوقات الصعبة وخصوصاً أثناء مُحاولتهم فتح الباب المُؤدي إلى العالم الحقيقي من خلال توزيع الأوراق في الطاولةِ الحجريّة حيث ساهم في كِشفْ ثمانيةُ أوراق من أصل تسعة، تُوفي والديه في صِغره بسبب حادث سيرٍ مروري وتبناه زوجين آخرين من أقرباء والده (عمه وزوجته في الدبلجة العربية)، كوشيرو هادئ الأطباع ومُطيع ومُتعاون مع أصدقائه وعائلته ويملك شخصيّةً مُهذبة إضافةً إلى أنه خجول بعض الشيء اجتماعياً، يملك كوشيرو صفة المعرفة في شارة قلادته بسبب حبه للمعرفة وفُضوله العلمي.

### جو

جو

زين المعروف بالإصدار الياباني بـجو (باليابانية: 城戸 丈، بالروماجي: Kido Jō)، هو فتى ياباني يبلغ من العُمر إثنا عشر عاماً يدرس في الصف السادس، يعيش مع شقيقه في مدينة أودايبا، بينما شقيقه الآخر يعمل في مدينة كيوتو وكلاهما أطباء، ويسعى جو لأن يسلك خُطى شقيقيّه ويُصبح طبيباً في المُستقبل، فهو مُجد في دراسته ودائماً ما يقضي جُل وقته لدراسة الاختبارات، يُعتبر جو أكبر الأولاد سناً وأكثرهم حرصاً عليهم من المخاطر، ولطالما كان جو يُحاول حل المشاكل التي تدور بين الأولاد حيث يعتبر نفسه مسؤولاً عن الأولاد لكونه أكبرهم سناً، شخصية جو تبدو مهزوزةٌ بعض الشيء وغير مُستقرة وكثير الارتباك في المواقف الصعبة والعاديّة في بعض الأحيان، فعلى الرغم من أنه أكبر الأولاد سناً إلا أنه أكثرهم خوفاً وجُبناً، في البداية جو يفتقد إلى الشجاعة ومواجهة الأخطار بشكلٍ أكثر صرامة حيث يكون مذعوراً بشكل دائم لكنه يُحاول أن يُثبت لنفسه والآخرين عكس ذلك، فهو يُعد أكثر الأولاد حكمةً وصبراً ويندر ما يتشاجر مع الآخرين، إضافةً إلى هذا فإن جو أكثر الأولاد إخلاصاً ومصداقيّة، فهو يُبدي سلامة الآخرين على سلامته حيث أنه ضحى بنفسه أكثر من ثلاث مرات أنقذ فيها حياة الأولاد من المخاطر، إضافةً إلى أن جو يُعد شخصاً ذكياً لما يملك من خلفية علميّة في بعض المجالات كالطب والفلك وغيرها بعد أن إكتسبها من خبرات عائلته، ويملك جو كذلك حساً كوميدي وروحاً مرحة، يملك جو مفتاح الإخلاص في قلادته لما يملكه من إخلاص للآخرين في قلبه.

### ميمي

ميمي

مي المعروفة في الإصدار الياباني بـميمي (باليابانية:太刀川 ミミ) (بالروماجي:Tachikawa Mimi)، هي فتاةٌ يابانيّة تبلغُ من العمر عشرةَ أعوام تدرس في الصف الرابع تعيش في مدينة أودايبا ترتدي ثوباً أحمر وقبعة ورديّة ولها شعرٌ بُني فاتح وبشرةٍ بيضاء وطول فوق المُعدل بالنسبة لعمرها، ميمي دائماً ما كانت تتذمر من وجودها في العالم الرقمي حيث أنها تكره مناظر القتال والصراعات ودائماً ما كانت تتمنى أن تعود إلى بيتها، أبلغ ما يكون وصفها بأنها «فتاةٌ أنثوية» فهي حساسةٌ جداً وقلبها رهيف وتعتبر فتاةٌ ناعمة مثل بقيّة الفتيات، تهوى مي تصاميم الأزياء وكل ما يُواكب الموضة وتُحب اللون الوردي تحديداً. ورثت ميمي هذه الصفات من والدتها التي تملك ذات الطبع والصفات. تُعتبر ميمي فتاة مُدللة جداً عند والديّها وتعيش حياة مُرفهّة معهما لكونها الابنة الوحيدةِ لهما، تتصرف ميمي بشكلٍ أناني في بعض الأحيان كما حدث في قلعة الحاكم النائم حينما استغلت حاجة المخلوقات الرقمية ونصبت نفسها حاكمة عليهم، وفوق هذا قامت بأسر صديقيّها تايتشي وجو ولكنها تداركت ما كانت تفعله وقامت بالاعتذار لهم جميعاً، ومع هذا فإن ميمي تملك قلباً صافياً ونقياً وكانت دائماً ما تهتم بالجرحى والضعفاء من المخلوقات الرقميّة، وفي الجانب الآخر فإن ميمي تملك موهبةً في الغناء لما تملكه من صوتٍ نادر وعذب، ولديها ذوق غريب في الأطعمة فهي تحب طبق فول الصويا المخمر. تربط ميمي علاقةً وثيقة جداً مع مُرافقتها بالمون (زهرة) فهما أكثر ثنائي عاطفةً اتجاه بعضهما من بقية الأولاد. تملك ميمي صفة الصفاء في مفتاح قلادتها.

### تاكيرو

تاكيرو

تاكيرو (باليابانية:高石 タケル) (بالروماجي:Takaishi Takeru)، المعروف بالدبلجة العربية بـوسيم، هو فتى ياباني يبلغ من العُمر 8 أعوام ويدرس في الصف الثاني، وهو الشقيق الأصغر لياماتو (يامن) أحد أبطال الديجيتال ويعتبره قدوته في الحياة ومثله الأعلى، عاش تاكيرو خارج مدينة أودايبا مع والدته بعد أن حصل الطلاق بين والديّه، واضطر أن يعيش بعيداً عن شقيقه ياماتو ووالده، يُعد تاكيرو أصغر الأولاد سناً، ورغم ذلك فإنه ناضج ولديه عقلٌ واعي ومتفهم، كما أن بالإمكان الاعتماد عليّه بالرغم من صغر سنّه، له شخصيّة مرحة ومٌتفائلة، ويُعتبر شخص ودود ومُحب للجميع، كما أن شخصيته قويّة جداً، دائماً ما يحاول أن يُثبت للجميع أن بإمكانه تخطي الأزمات وحَلْ العُقد، وأثبت ذلك فعلاً في عدة أمور، يكره أن يُنظر إليه على أنه طفلٌ صغير بحاجة إلى المُساعدة، وكثيراً ما كان يُعاتب أخاه على اهتمامه المُبالغ فيه، في بدايّة الأمر كان تاكيرو كثير البُكاء ولكن بعد أن عاش تجارب العالم الرقميّ واجتاز المخاطر والصعوبات أصبحت نفسيّته أقوى من السابق، كان تاكيرو في كثير من الأحيان مُعجب بشخصيّة وشجاعة تايتشي (أمجد) ودائماً ما يستلهم منه أفعاله، يُعتبر وسيم شخصيّة محبوبةً للغايّة من قِبل الجميع، كما أنه يحظى باحترام وتشجيع دائم من الآخرين، وله علاقة حميميّة مع مُرافقه، يملك مفتاح الأمل في قلادته.

### هيكاري

هيكاري

هيكاري (باليابانية:八神 ヒカリ) (بالروماجي:Yagami Hikari)، المعروف في الدبلجة العربية بـهند هي فتاة يابانية تبلغ من العُمر 8 أعوام وتدرس في الصف الثاني، وهي الشقيقة الصُغرى لتايتشي (أمجد) أحد أبطال الديجيتال وتعتبره مثالاً ومصدر إلهام لها، عاشت فترةً من حياتها في هيكاريغاوكا قبل أن تنتقل مع أسرتها إلى مدينة أودايبا، الاسم هيكاري يعني الضوء، وهو نفس اسم مفتاح قلادتها، هيكاري رقيقة للغايّة وهادئة، ومُنذ صغرها وهي عُرضةٌ للأمراض الحساسة، هيكاري لديّها طاقةٌ خاصة تنتج عن طريق النور، وظهر واضحاً في كثير من الأحيان، هيكاري فتاةٌ لطيفة للغاية، ومهذبة وخلوقة، كما أنها في غاية الهدوء، ونادر جداً ما تغضب، وهي فتاة عاطفيّة ورحيمة جداً ولا تستحمل أي صورة من صور التدمير، تُحب الاعتناء بالحيوانات والمخلوقات الرقمية، وتعطف على الضعفاء والصغار، وتُحب الخير وتكره الشر وعواقبه، رُغم وأن لها قلباً عاطفياً فإنها تغضب عندما ترى أي صورةٍ من صوّر الظُلم أو الغرور والتسلط على حساب الضُعفاء، كما أنها كريمةٌ للغايّة وتحب إسعاد غيرها على حساب نفسها، ومتواضعة للغايّة وخلوقة وتُحب المزاح والضحك ولكن بشكلٍ أقل من أخيها، تُربي في منزلها قطة تُسميها ميكو (بيسو في الدبلجة العربية)، تربطها مع مُرافقتها علاقةٌ حميميّة وعميقة، وتحمل شارة النور في قلادتها.

## المرافقون الرقميون

### مرافق تايتشي
| الاسم بالدبلجة العربيّة | الاسم بالإصدار الياباني | المستوى | معلومات | الصورة |
| ---------------------- | ----------------------- | ------- | --- | ------ |
| لم يُذكر                | بوتامون                 | جنين    | هو مخلوقٌ وحلي، ذو فراءٍ أسود، وعيونٌ صفراء، وله آذانٌ صغيرة. |        |
| ورد                    | كورومون                 | رضيع    | هو مخلوقٌ صغير وردي اللون، له آذان طويلة وأنياب بارزة، يُخرج فقاعاتٍ لترهيب أعدائه، ولديه القُدرة على القفز وتسلق الأماكن العالية. |        |
| رعد                    | أقومون                  | طفل     | هو ديناصور رقميّ، لونه أصفر وله أنيابٌ حادّة، ويُعد رعد من أبرز المُرافقين الرقميّين، يمتاز رعد بهجوم كرة اللهب على أعدائه، لرعد صفاتٌ خاصّة تُشابه صفات شريكه أمجد مثل الشجاعة والتهور الطائش والمرح. |        |
| صنديد                  | قريمون                  | بالغ    | هو ديناصورٌ برتقالي عملاق، على الرُغم من أنه لونه برتقالي إلا أن اسمه في الإصدار الياباني مُشتق من اللون الرصاصي "Grey"، يملك هيكلاً صلباً يُحيط بجمجمته تمنحه قروناً حادة مُتماسكة وصلابة في الالتحامات، لديه خشونة كبيرة في المعارك، من عيوبه أنه ثقيل الجسم مما يُفقده المرونة وانسيابية الحركة، يُخرج قذائف لهبية على أعدائه. |        |
| صنديد المدرع           | ميتال قريمون            | المثالي | يُضاف الدرع في المُستوى المثالي، فيُمنح مميزات كثيرة، منها تكوين صلابة أكثر في هيكل الجُمجمة، وهجماتٍ إضافية بواسطة اليد الهيكليةّ، وقاذفات الصواريخ التي في صدره، كما يُضاف له جناحان يُساعده في الطيران. |        |
| جلمود                  | وار قريمون              | الأقصى  | هو أقصى المستويات التي وصل إليها مٌرافق أمجد، يملك سرعةً خاطفة وانسيابية في الحركة أكثر من المستويات السابقة، يُحيطه كافة جسمه دروعاً متعددة الاستخدامات، من أسلحته كرة اللهب العملاقة التي تُعد أكبر أسلحته، وله القدرة على الهجوم بدوران جسمه كالإعصار، والمباغتة بمخالبه بسرعة خاطفة.                                     |        |

### مرافق ياماتو
| الاسم بالدبلجة العربيّة | الاسم بالإصدار الياباني | المستوى | معلومات | الصورة |
| ---------------------- | ----------------------- | ------- | --- | ------ |
| لم يُذكر                | بونيمون                 | جنين    | هو مخلوقٌ هلامي، ذو لونٍ أحمر ناصع، له ثلاثة تفرعات في رأسه أشبه بالقرون. |        |
| رمح                    | تسونومون                | رضيع    | هو مخلوقٌ صغير يُحيطه فراء بُرتقالي، اسمه في اللغة اليابانية مُستمد من القرن (角 Tsuno)، وعلى اسمه فهو يملك قرناً بارزاً في رأسه. |        |
| كاسر                   | قابومون                 | طفل     | هو وحشٌ رقميّ مُغطى بفراء أزرق حيث أنه يقوم بارتدائه بشكلٍ دائم، ولديه قرنٌ أصفر كبير بارز في رأسه، ويُعتبر كاسر من المخلوقات الخجولة جداً وشديدة الحياء، يُطلق من فمه طلقاتٍ مائية شديدة.                                                                                            |        |
| رماح                   | قارورومون               | بالغ    | هو مخلوق رقميّ شكله مُستمد من الذئب، ذو جلدٍ أزرق، يستطيع الركض لمسافاتٍ طويلة من غير تعب، ويُعتبر من المخلوقات الشرسة في قتالها، لما يملك من أنياب ومخالب حادة، من أسلحته يُطلق لهباً أزرق حارقاً من فمه.                                                                           |        |
| رماح المدرع            | وير قارورومون           | المثالي | في المُستوى المثالي تتغير هيئة رماح ليُصبح قادراً على المشي، ويجيد الفنون القتاليّة، مثل الدفاع عن النفس وتوجيه الركل واللكمات، ويُصبح قادرً على التسلق لمسافات عاليّة. |        |
| سمهر                   | ميتال قارورومون         | الأقصى  | هو أقصى المستويات التي وصل إليها مٌرافق يامن، وفيه يتحول جسمه إلى دروع صلبة، ويملك قاذفات الصواريخ في عدة أماكن من جسمه، كما تُضاف له ميزة الطيران، من أسلحته يُخرج قذيفة من صدره، ولهباً حارقاً من فمه، وصواريخ في منطقة الجناحين، إضافةً إلى أنه له إشعاعات حارقة تخرج من عيّنيه. |        |

### مرافقة سورا
| الاسم بالدبلجة العربيّة | الاسم بالإصدار الياباني | المستوى | معلومات | الصورة |
| ---------------------- | ----------------------- | ------- | --- | ------ |
| لم يُذكر                | نيوكيمون                | جنين    | هو مخلوقٌ رقميّ على شكل بذرة نبات سوداء ذو أوراق خضراء مُنتشرة في رأسها، اسمها في الإصدار الياباني مُشتق من الكلمة اليابانيّة "nyoki nyoki" وتعني "نباتات تنمو واحدةً تلو الأخرى". |        |
| فلة                    | يوكومون                 | رضيع    | هو مخلوقٌ يُشبه نبات البصل الوردي مع زهرة البنفسج الأرجوانيّة، ذو عيونٌ خضراء، تٌحيط عينيّها أربعة خطوط سوداء.                                                                     |        |
| هديل                   | بايومون                 | طفل     | هو طير رقميّ لونه وردي أشبه بطائر الهدهد، ذو منقار أحمر وأرجلٌ صفراء، تُخرج دوامةً خضراء من جناحيّها لتُهاجم به أعدائها.                                                           |        |
| جارح                   | بيردرامون               | بالغ    | هو طائر ضخم مُشتعل بالنيران تماماً مثل الوحش المُلتهب، فك أسنانه الأماميّة بارز جداً ومخالبه حادةٌ كذلك، يُطلق من جناحيّه نيازك ناريّة.                                               |        |
| عقاب                   | قارودامون               | مثالي   | هو طائر ضخم شكله مُستمد من أسطورة جارودا حيث أن نصفه جسم إنسان والنصف الآخر جسم طائر، لديه مخالب عملاقة وأيدي بشريّة، وله قدرات خارقة تفوق المُستويات السابقة.                  |        |

### مرافقة ميمي
| الاسم بالدبلجة العربيّة | الاسم بالإصدار الياباني | المستوى | معلومات | الصورة |
| ---------------------- | ----------------------- | ------- | --- | ------ |
| لم يُذكر                | يورامون                 | جنين    | هو مخلوقٌ رقميّ أرجواني، يٌحيطه شعر رمادي كثيف، ذو عيون سوداء. |        |
| حلم                    | تانيمون                 | رضيع    | هو مخلوقٌ رقميّ يُشبه نبات التين. برأسه نبتة مٌتفرعة، لونه أخضر وأبيض. |        |
| زهرة                   | بالمون                  | طفل     | هي مخلوقٌ نباتي أخضر، تملك وردة متفتحة أرجوانيّة في رأسها، تمتص الماء والعناصر الغذائية عبر جذورها تحت الأرض، تملك في يدها حبال تُقيّد بها أعدائها.                                              |        |
| صبارة                  | توقيمون                 | بالغ    | هي صبارةٌ عملاقة، تُطلق أشواكاً حادة وسريعة على خصومها، ولها قفازات مُلاكمة، على خلاف بقيّة المُستويات فإنها تبدو عنيفة بشكلٍ أكبر، من مميزاتها بجانب إطلاق الأشواك سُرعة وقوة اللكمات على خصومها.   |        |
| فراشة                  | ليليمون                 | مثالي   | تُشبه جنيةً على شكل وردة، لها القُدرة على الطيران، تملك عدة أسلحةً مُتعددة منها مدفع الورد، وطوق الأزهار حيث يُمكّن طوق الأزهار من تخلص الوحش الرقميّ من الفيروسات الضارة، فيُصبح طيباً على عكس سابقه. |        |

### مرافق جو
| الاسم بالدبلجة العربيّة | الاسم بالإصدار الياباني | المستوى | معلومات | الصورة |
| ---------------------- | ----------------------- | ------- | --- | ------ |
| لم يُذكر                | بيتشيمون                | جنين    | هو مخلوق رقميّ يُشبه حيوانات العوالق البحريّة الصغيرة، ويملك أعيّن حمراء. |        |
| رمل                    | بوكامون                 | رضيع    | هو مخلوقٌ بحري شبيه بالفقمة، ذو لون تُرابي غامق، له شعيراتٌ حمراء أعلى رأسه، له القدرة على الثبات في الهواء. |        |
| بحر                    | قومامون                 | طفل     | هو مخلوقٌ بحري ذو لون أبيض وأرجواني، يُعاني من صعوبة المشي على الأرض لذلك دائماً ما يُفضل السباحة في البحر والأنهار، لديه مخالب حادة، ويستعين بأسماك البحر كأحد أسلحته.                                                            |        |
| عاصف                   | إيكاكومون               | بالغ    | هو مخلوقٌ بحري ضخم مُستمد شكله من حيوان حريش البحر، لديه فراء أبيض كثيف وسميك وقرن في أعلى رأسه يُطلق من خلاله سهام ناريّة على أعدائه، ما يعيبه هو صعوبة الحركة على اليابسة.                                                       |        |
| سندان                  | زودومون                 | مثالي   | في المستوى المثالي، تتغير بٌنية عاصف ليكون قادراً على المشي، وتزيد قوّة عضلاته، ويصبح أقوى من الناحية الدفاعيّة لامتلاكه صدفة صلبة في ظهره، ويملك مطرقة ضخمة لها القدرة على تحطيم أصلب المعادن، إضافةً إلى أن القرن يُصبح حاداً أكثر. |        |

### مرافق كوشيرو
| الاسم بالدبلجة العربيّة | الاسم بالإصدار الياباني | المستوى | معلومات | الصورة |
| ---------------------- | ----------------------- | ------- | --- | ------ |
| بوقه                   | بابومون                 | جنين    | هو مخلوق لزج أشبه بكتلة فقاعات، لونه أخضر ويحمل ماصةً للأطفال في فمه.                                                             |        |
| زَبَدْ                    | موتيمون                 | رضيع    | هو مخلوقٌ وردي اللون، مرن الجلد، رقيق الأطراف، ذو أعين مُسطحة.                                                                     |        |
| هادر                   | تينتومون                | طفل     | هو طائر إلكتروني من الحشرات، اسمه مُستمد من الخنفساء، يُطلق موجات كهربائية على أعدائه.                                             |        |
| إعصار                  | كابوتيريمون             | بالغ    | هو مخلوقٌ حشري إلكتروني، لديه قناع صلب حول رأسه، لونه أزرق، ولديه أجنحةٌ ضخمة وأربعة أذرع، يٌطلق كرة كهربائية صاعقة بدقة إلى الخصم. |        |
| إعصار المدرع           | ميقا كابوتيريمون        | مثالي   | يتحول إعصار إلى مخلوقٌ يُشبه بالهيكل الخارجي حشرة الأتلس بيتل، ويتغير لونه إلى الأحمر، ويُضاف له درع أقوى وصاعقة كهربائية أشد قوة.  |        |

### مرافق تاكيرو
| الاسم بالدبلجة العربيّة | الاسم بالإصدار الياباني | المستوى | معلومات | الصورة |
| ---------------------- | ----------------------- | ------- | --- | ------ |
| بَلبَلْ                   | بويومون                 | جنين    | هو مخلوق لزج يُشبه قنديل البحر، وهو مخلوق رقيق وصغير للغايّة ولونه أبيض ولديه عيون سوداء مُسطحة.                                                 |        |
| سكر                    | توكومون                 | رضيع    | هو مخلوقٌ لونه أبيض، ولديّه آذان طويلة مُمتدة، لديه جسم مليء وأطراف قصيرة، وله أيضاً أنياب حادة.                                                  |        |
| صدى                    | باتامون                 | طفل     | هو مخلوق يُشبه الخنزير الغيني، مع آذان طويلة تُشبه الأجنحة تُساعده في الطيران، يُطلق طلقات هوائية من فمه.                                         |        |
| عنقاء                  | أنجيمون                 | بالغ    | هو مخلوق مُستمد من هيئة أسطورة الملاك، له جسم بشري ناصع البياض وشعر برتقالي طويل، ويحمل عصا صفراء طويلة، وله هيئة مُشرقة، يملك ستة أجنحة مُضيئة. |        |
| صوان                   | هولي أنجيمون            | مثالي   | هو رجل على هيئة أسطورة الملاك، لديه سيف مخفي في يديه، ولديه 8 أجنحة مُشرقة، كما أن أفضل أسلحته هي بوابة يفتحها يحبس فيها كل قوى الشر.          |        |

### مرافقة هيكاري
| الاسم بالدبلجة العربيّة | الاسم بالإصدار الياباني | المستوى | معلومات | الصورة |
| ---------------------- | ----------------------- | ------- | --- | ------ |
| ثلج                    | يوكيميبوتامون           | جنين    | هو مخلوق صغير ثلجي، له عيون سوداء مُسطحة وجلد أبيض. |        |
| فلفل                   | نيارومون                | رضيع    | هو مخلوقٌ صغير يُشبه بهيئته القط رغم أن ليس لديّه أطراف، له جلد أصفر وذيل طويل.                                                                                          |        |
| قرقش                   | سالمون                  | طفل     | هو مخلوق يُشبه الحيوان المنزلي الأليف، له آذانٌ طويلة ممدودة. |        |
| خرموش                  | تايلمون                 | بالغ    | هو مخلوقٌ رقميّ يُشبه القط، حجمه لا يوحي بطاقته الكبيرة وأيضاً لا يتناسب مع مُستواه، لديه خاتمٌ مُقدس في ذيّله، كان أحد أتباع الوطواط (فامديمون) قبل أن يكتشف هويّته الحقيقيّة. |        |
| غيثاء                  | أنجيومون                | مثالي   | هي مخلوقةٌ رقميّة، وتُصنف من ضمن الملاك، لديها شكل خارجي جميل وثمانيّة اجنحة مُتألقة.                                                                                      |        |

## المخلوقات الرقميّة
- إنَّ جميع الأسماء المذكورة في الجدوّل التالي؛ مرتبة حسب تَسلسل ظهورها في المُسلسل.

  الطيبون
  المحايدون
  الأشرار (زعماء)
  الأشرار (أتباع)
  الأشرار (مستقلون)
| الاسم بالنسخة العربية | الاسم بالإصدار الياباني              | الصنف     | معلومات | الصورة | الحلقات التي ظهر بها                                       |
| --------------------- | ------------------------------------ | --------- | --- | ------ | ---------------------------------------------------------- |
| المقص                 | クワガーモン (كواقامون)              | الأشرار   | أحد أشرار الديجيتال وهو أول وحش يظهر في سلسلة أبطال الديجيتال، شكله كالحشرة الضخمة. |        | 1، 18، 28، 32، 39، 53                                      |
| سلحفاة الديجيتال      | シェルモン (شيلمون)                  | الأشرار   | وحش رقمي يشبه جسد السلحفاة، يملك صدفاً صلباً، يعيش في قاع المياه وعلى شاطئ المُحيطات، يملك فوّهةً في أعلى رأسه يضخ فيها المياه على أعدائه. |        | 2، 32، 41                                                  |
| ذو القرن              | モノクロモン (مونوكرومون)            | المحايدون | وحش رقمي يُشبه أحد أنواع الديناصورات، جسمه صلب كالفولاذ. |        | 3، 15، 16، 17، 18، 19، 20                                  |
| أفعى الديجيتال        | シードラモン (سيدرامون)              | الأشرار   | أحد وحوش الديجيتال يشبه الأفعى الضخمة، يعيش في أسفل الماء، بالرغم من أنه لا يتعرض إلا لمن يؤذيه إلا أنه يُصنف من الأشرار. |        | 3، 21، 32                                                  |
| الوحش الملتهب         | メラモン (ميرامون)                   | المحايدون | يُسمى بشُعلة وهو أحد مخلوقات الديجيتال المحايدين، يُشبه بهيئته البشر لكنه من النار وظيفته حراسة الينابيع الجبلية. |        | 4، 14، 21، 23، 50، 52                                      |
| فولاذ                 | アンドロモン (أندرومون)              | الطيبون   | رجل آلي وحارس مَصنع، محارب للشَر وهو مصنوع من الفولاذ الصلب. |        | 5، 28، 49، 50، 51، 52، 54                                  |
| الدبق                 | ヌメモン (نوميمون)                   | المحايدون | مخلوق رقمي من الرخويات، توجد أنواع كثيرة منه في العالم الرقمي، يرمي القاذورات على أعدائه. |        | 6، 17، 23، 27، 31، 49                                      |
| الدبدوب               | もんざえモン (مونزايمون)             | المحايدون | أحد الوحوش الرقمية من فصيلة الدُمى المحشوة، يحب المرح والتسلية، يَحرس مدينة للألعاب. |        | 6، 14، 23، 31                                              |
| حصان الديجيتال        | ユニモン (يونيمون)                   | المحايدون | حصان طائر له جناحان وهو مُسالم ولا يؤذي أحداً، شكله مُستمد من أسطورة الحصان مجنح. |        | 7، 28، 52                                                  |
| ليث الديجيتال         | レオモン (ليومون)                    | الطيبون   | وحشٌ رقمي لديه إحساسٌ عالي بالعدالة، مُدافع عن العالم الرقمي ومُحارب للشر. |        | 8، 9، 10، 12، 13، 14، 28، 47                               |
| الغول الرقمي          | オーガモン (أورقيمون)                | الطيبون   | وحشٌ رقمي شرير يُحب الفوضى، كان هدفه القضاء على ليث، تتغير أفكاره في نهاية السلسلة ليُصبح من الوحوش الطيبة ويُساند أبطال الديجيتال. |        | 8، 9، 11، 12، 13، 21، 23، 28، 32، 46، 47، 50، 52، 54       |
| الخفاش                | デビモン (ديفيمون)                   | الأشرار   | أحد زعماء الشر، يهدف إلى السيطرة على العالم الرقمي والمخلوقات الرقمية لتكون تحت إمرته، وهو المسؤول عن مُسننات الشر. |        | 8، 9، 11، 12، 13، 25، 32، 47، 53                           |
| وحش الجليد            | ユキダルモン (يوكيدرامون)            | الطيبون   | أحد وحوش الديجيتال الثلجية، يَعيش في الجليد والأماكن المُتجمدة النائية. |        | 9، 14، 21، 23، 31، 50، 52                                  |
| كبكوب                 | モジャモン (موجيامون)                | المحايدون | وحشٌ رقمي مُحايد لا يُقاتل مع أي فئة، وهو أحد الوحش الرقمية التي تعيش في الأماكن المُتجمدة. |        | 9، 14، 23                                                  |
| طحلوب                 | スカモン (سوكامون)                   | الطيبون   | أحد مخلوقات الديجيتال الضعيفة، يُحب المرح والفوضى. |        | 10، 27، 40                                                 |
| جرُّود                  | チューモン (تشومون)                  | الطيبون   | أحد ضُعفاء الديجيتال وهُو مُلازم لطحلوب ويتصرف كأنه دماغٌ له. |        | 10، 27، 31، 40                                             |
| جامح                  | ケンタルモン (كينتارومون)            | الطيبون   | وحشٌ رقمي مُسالم، النصف العلوي من جسمه هو جسم الإنسانن والنصف السُفلي من جسمه هو جسم حيوان، مُدافعٌ عن العدالة ومُحارب للشَّر. |        | 10، 14، 28، 52، 54                                         |
| أبيض                  | バケモン (بيكومون)                   | الأشرار   | مخلوقٌ رقمي من نوع الأشباح، وهو شبح أبيض من وحيدات الخلية، ساذج ويُمكن خِداعه بسهوله. |        | 11، 23، 27، 34، 35، 36، 37، 38، 45، 53                     |
| الهر                  | エレキモン (إليكمون)                 | الطيبون   | مخلوقٌ رقمي من الضُعفاء يرعى صغار الديجيتال، يَملك تسعة ذيول، عنيد ويُحارب الظلم. |        | 12، 14، 23، 28، 50، 52، 54                                 |
| الحوت                 | ホエーモン (هويمون)                  | الطيبون   | وحشٌ رقمي من المدافعين عن العدالة، وهو حوت بُني ضخم يعيش في البحار والمحيطات. |        | 14، 28، 41، 42                                             |
| الثاقب                | ドリモゲモン (دريموقيمون)            | المحايدون | وحشٌ رقمي من المحايدين يعيش في أعماق الأرض، إستخدمه الخفاش بمساعدة مُسنن الشر كحارس للقلائد. |        | 14، 21، 28                                                 |
| قزم الديجيتال         | パグモン (باقيمون)                   | الأشرار   | أحد صغار الديجيتال الأشرار، تتواجد أعداد كبيرة منه في العالم الرقمي، مخادعين ولا يمكن الوثوق بهم. |        | 15، 23                                                     |
| الشرس                 | ガジモン (قازيمون)                   | المحايدون | وحشٌ رقمي تتواجد أنواعٌ كثيرة منه في العالم الرقمي، بالرغم من كونه في الأصل مُحايد إلا أن كان من الأشرار في فترة قردون، شكله يُشبه مخلوق مُهجن من القط والأرنب، يملك مخالب وأنياب حادةٌ جداً وشرسة. |        | 15، 16، 17، 18، 19، 20، 22، 23، 28، 34                     |
| قردون                 | エテモン (إيتيمون)                   | الأشرار   | أحد زُعماء الشر، غريب الأطوار ويُحب الغناء والرقص، كثيراً ما كان يضحك من غير سبب واضح، يُدير شبكةً للظلام. |        | 15، 16، 17، 18، 19، 20، 25، 28، 32، 47، 53                 |
| شربوح                 | スカルグレイモン (سكيل قريمون)       | الأشرار   | هو وحش متطوّر من مُرافق أمجد، وعلى الرغم من أنه نتج من جهاز الديجيتال، إلا أنه فعلياً لا يُعتبر مُرافقاً لكونه نتج عن طريق استخدام خاطئ للجهاز، هو وحش عظمي ضخم وقوي جداً، لا يُفرق بين صديق ولا عدو ويحطم كل شيءٍ أمامه، تكون مدة وجوده مؤقتة فقط قبل أن يعود إلى المستوى الأول.                                                    |        | 16، 20                                                     |
| الديك                 | コカトリモン (كوكاتريمون)            | الأشرار   | طائرٌ شرير من أتباع قردون، بسبب تَدهوّر أجنحَته فإنه لا يستطيع الطيران، له القدرة على تحجير أعدائه. |        | 17، 23                                                     |
| دعبول                 | ピッコロモン (بيكليمون)              | الطيبون   | مخلوقٌ رقمي سحرّي من المُدافعين عن العدالة، بالرّغم من صغر حجمه إلا أن له قُدرات خارقة، يسكن في بيت وراء حاجزٍ غير مرئي. |        | 18، 21، 40                                                 |
| عشبون                 | ティラノモン (تيرانومون)             | الأشرار   | وحشٌ رقمي من فصيلة الديناصورات، لونه أحمر وهو من أتباع قردون. |        | 18، 20، 39                                                 |
| كهرب                  | ナノモン (نانومون)                   | الأشرار   | وحشٌ رقمي آليّ وحاسوبي، له القُدرة على نقل البيانات من خلال الأشعة الحمراء وإصلاح البيانات التالفة من تلقاء نفسه. |        | 19، 20                                                     |
| زقزوق                 | ピコデビモン (بيكوديفيمون)           | الأشرار   | مُخلوق رقمي شرير تابعٌ للوطواط، وهو من مستوى الأطفال يًشبه الخفاش، يُحب الأماكن المُظلمة، قوته تكمن في مكره وإحتياله. |        | 22، 23، 24، 25، 26، 27، 29، 30، 31، 32، 34، 35، 36، 37، 38 |
| دحدح                  | ベジーモン (فيجيمون)                 | الأشرار   | مخلوق رقمي صغير يستطيع المناورة بخُبث، شخصيته في مُنتهى الشناعة، يدير مطعم في العالم الرقمي. |        | 23، 27، 53                                                 |
| فقوس                  | デジタマモン (ديجيتامومون)           | الأشرار   | مخلوق رقمي من المُستوى المثالي، شكله كالبيضة الرقمية، تُحيط به صدفة صُلبة تحميه من الأعداء، ويُدير عدة مطاعم في العالم الرقميّ. |        | 23، 28، 47                                                 |
| بُعبُع                  | ベーダモン (فيدامون)                 | الأشرار   | مخلوقٌ رقميّ فضائي غريب الشكل، يعيش في مجرةٍ مخفيّة تحت الأرض، غريب الأطباع ويحمل قوةً هجوميّة مرعبة. |        | 24، 31، 53                                                 |
| زُنبع                  | ゲコモン (جيكيمون)                   | الطيبون   | أحد المخلوقات الضعيفة من نوع البرمائيات، يحب المرح والموسيقى وعزف السيمفونيات، يٌعتبر من المخلوقات الضعيفة ويعيش في قرية فشكول حاكمهم النائم، كما تتواجد منه أنواعٌ كثيرةٌ جداً. |        | 25، 47، 50، 52، 54                                         |
| فرفوشة                | オタマモン (أوتامامون)               | الطيبون   | أحد المخلوقات الرقميّة من نوع البرمائيات، تعيش في المُستنقعات والأنهار، وتعتبر يرقة غير مكتملة النمو. |        | 25، 47، 50، 52                                             |
| فشكول                 | トノサマゲコモン (تونوساما-غيكومون)  | الأشرار   | هو وحشٌ عملاق، ويُسمى بالأمير النائم، يحكم قريّة الزنابيع والفرافيش في قصرٍ عملاق، له أبواق ضخمة عند رأسه، ويُعتبر من البرمائيات. |        | 25، 28، 47                                                 |
| زلقط                  | フライモン (فلايمون)                 | الأشرار   | مخلوق رقمي من الحشرات العملاقة، تملك إبر سامة في مؤخرة ذيلها، تملك حاسة سمع قوية، وتُحدث أصواتاً مُزعجة. |        | 26                                                         |
| الوطواط               | ヴァンデモン (فامديمون)              | الأشرار   | وحشٌ رقميّ من زُعماء الشر، يمتلك قلباً قاسياً لا يرحم، بالرغم من قوّته فإنه لا يستطيع الخروج في النهار، يستطيع التحكم بسربٍ كبير من الخفافيش لا يُحصى عددهم. |        | 26، 27، 29، 30، 31، 32، 33، 34، 35، 36، 37، 53             |
| طحبوش                 | ナニモン (نانيمون)                   | الأشرار   | وحشٌ رقميّ مجهول وهويّته غير معروفة، يُسمى بـ "الرجل العجوز"، مُدمن شرب النبيذ. |        | 27                                                         |
| زعفل                  | デビドラモン (ديفيدرامون)            | الأشرار   | وحشٌ رقمي شرير يُسمى بـ "الشيطان ذو الأعيّن المتعددة"، دمويٌ إلى حَد كبير، بإمكانه تقطيع أعدائه على بُعد أمتار. |        | 26، 27، 28                                                 |
| دعسوقة                | ドクグモン (دوقوكومون)               | الأشرار   | وحشُ رقمي شرير من سُلالة الحشرات، أمرها الوطواط أن تَحرُس القلعة لتمنع الأولاد من مُغادرة العالم الرقمي. |        | 28                                                         |
| الماموث               | マンモン (مامّون)                     | الأشرار   | وحشٌ رقميّ من سلالة المخلوقات قديمة الأزل، وهو حيوان ضخم أشبَه بالفيل، من نُقاط ضعفه أنه لا يتحمل الحرارة الشديدة. |        | 29                                                         |
| علقم                  | ゲソモン (غيسومون)                   | الأشرار   | وحشٌ رقميّ من نوع الرخويّات، شكله مثل الحبار ويسكن في أعماق المحيطات. |        | 30                                                         |
| بهبوت                 | レアモン (راريمون)                   | الأشرار   | وحشٌ رقميّ ذو مظهر بشع كأنه مُغطى بالنحاس الذائب، لا يملك عقلاً ويتصرف بالفطرة، له القدرة على التنفس في البحر واليابسة كالبرمائيات. |        | 31، 32                                                     |
| زرَدْ                   | デスメラモン (ديثميرامون)            | الأشرار   | وحشٌ رقمي مُغطى باللهب الأزرق، له قابلية في تحمل الدرجات العالية ويملك بنيّةٌ جسمانية قوية. |        | 30، 32                                                     |
| يقطين                 | パンプモン (بومبمون)                 | الطيبون   | هو مخلوق رقميّ، مُستمد شكله من نبات اليقطين، مرح ويحب إثارة الفوضى، ويُعتبر من المخلوقات المُسالمة حيث أنه لا يؤذي إلا من يؤذيه. |        | 33                                                         |
| وحل                   | ゴツモン (قوتسمون)                   | الطيبون   | هو مخلوق حجري، يُحب المرح وإثارة الفوضى، يُعتبر من المخلوقات المُسالمين. |        | 33                                                         |
| شهاب                  | ウィザーモン (ويزارمون)              | الطيبون   | هو أحد أصدقاء خرموش الأوفياء الذين كانوا مع أتباع الوطواط، لديه قُوى سحرية وقدرة على الطيران. |        | 30، 34، 36، 37، 53                                         |
| قنفوذ                 | ギザモン (قيزامون)                   | الأشرار   | مخلوقٌ رقمي من الثدييات المائية والبرمائيات التي تعيش في المياه واليابسة، له القدرة على القفز بسُرعةٍ خاطفة. |        | 35، 38                                                     |
| عماش                  | ファントモン (فانتومون)              | الأشرار   | وحشٌ رقميّ من سُلالة الأشباح، يملك قوةً بصرية حادة، يستخدم فأس وسلسلة ثقيلة لمُهاجمة أعدائه، كان أحد أعوان الوطواط. |        | 25، 35، 36، 37                                             |
| شمشوم                 | ダークティラノモン (داركتيرامون)     | الأشرار   | وحشٌ رقميّ من نوع الديناصورات، لونه أسود، يُخرج من فمه كتلة ناريّة ضد أعدائه. |        | 35، 53                                                     |
| بعبوط                 | メガシードラモン (ميقاسيدرامون)      | الأشرار   | هو وحشٌ رقمي مائي على شكل أفعى ضخمة، وهو يأتي نتيجة تطور من أفعى الديجيتال (سيدرامون). |        | 36                                                         |
| هباش                  | タスクモン (تاسكمون)                 | الأشرار   | وحشٌ رقميّ يُشبه الديناصورات، أخضر اللون وضخم الجثة، ويقضي على كُل شيء أمامه. |        | 36، 37                                                     |
| عقفة                  | スナイモン (سنايون)                  | الأشرار   | وحشٌ رقمي حشري يُشبه السرعوف، لديه قواطع صلبة وخطيرةٌ. |        | 36، 37                                                     |
| هراس                  | ヴェノムヴァンデモン (فينومفامديمون) | الأشرار   | هو المُستوى المثالي من الوطواط، وهو وحش ضخم عملاق يبتلع كُل شيءٍ أمامه. |        | 38، 39، 47                                                 |
| لم يُذكر               | ゴリモン (قوريمون)                   | الأشرار   | مخلوق ذو فراء أبيض شبيه بالغوريلا، ظهر في نشرة إذاعية وهو يهاجم الناس في العالم الحقيقي. |        | 39                                                         |
| لم يُذكر               | エアドラモン (إيردرامون)             | الأشرار   | مخلوق يُشبه التنين وجسد الأفعى، ظهر في نشرة إذاعية وهو يٌهاجم الناس في العالم الحقيقي. |        | 39                                                         |
| طنبور                 | ピエモン (بييمون)                    | الأشرار   | هو زعيم سادة الظلام، وهو أكثرهم شراسةً وقوةً، كما أنه يُحب التهريج والضحك لغير سببٍ واضح، يستخدم أساليب سحريّة كثيرة، وله أسلوب ماكر وخبيث في الهجوم على أعدائه، وله ملابس تُشبه ملابس المُهرج، يتحكم بمنطقة الأرض القاحلة من الجبل الحلزوني.                                                                                      |        | 40، 41، 42، 48، 50، 51، 52، 53                             |
| أفعوان                | メタルシードラモン (ميتال سيدرامون)  | الأشرار   | هو أحد سادة الظلام، ويحتل منطقة البحر من الجبل الحلزوني، وهو المُستوى النهائي من الأفعى (سيدرامون)، ولديه جيش كبير من مخلوقات البحر، سريع في الماء ويباغت أعدائه. |        | 40، 41، 42                                                 |
| خشوب                  | ピノッキモン (بينوكيمون)             | الأشرار   | هو أحد سادة الظلام، ويحتل منطقة الغابة من الجبل الحلزوني، ولديه بيتُ ضخم وسط الغابة، ليس لديه قلب إطلاقاً، فهو ساذج ويحب الضحك من غير سبب ويُحب اللعب بأخطر الألعاب والتسليّة بضحاياه. |        | 40، 41، 42، 43، 44، 45، 46، 47                             |
| كركوش                 | ムゲンドラモン (موقيندرامون)         | الأشرار   | هو أحد سادة الظلام، ويحتل منطقة المدينة من الجبل الحلزوني، يُعتبر جسمه مُشكلاً من المعادن، ولا يرحم أعدائه ولا حتى أتباعه، كما أنه سريع الغضب. |        | 40، 41، 42، 48، 49                                         |
| عقرب                  | アノマロカリモン (أنومالوكاريمون)    | الأشرار   | وحش رقميّ يُشبه العقرب، يستطيع المُراوغة والحفر تحت الرمال بسهولة. |        | 41                                                         |
| غطاس                  | ムゲンドラモン (هانغيمون)            | الأشرار   | مخلوق يُجيد الغوص تحت المياه بسرعةٍ كبيرة، لديه أسطوانة هواء وزعانف بحريّة. |        | 42، 47                                                     |
| نقور                  | ムゲンドラモン (كيويمون)             | الأشرار   | مخلوق مُستوحى من طائر الكيوي، يُطلق طلقاتٍ من فمه، ولديه قناع صلب حول رأسه. |        | 43                                                         |
| فطر                   | マッシュモン (موشمون)                | الطيبون   | مخلوق يُشبه الفطر، أُجبر على العمل مع خشوب. |        | 43                                                         |
| زُليخة                 | ブロッサモン (بلوسومون)              | الطيبون   | مخلوق نباتي، أُجبر على العمل مع خشوب. |        | 43                                                         |
| بقبق                  | デラモン (ديلومون)                   | الطيبون   | هو طيّر رقميّ، لديه مظهر أنيق كالنبلاء، وهو مخلوق مُسالم لا يعرف القتال ويُعتبر من الضعفاء. |        | 43، 46، 47                                                 |
| فجلة                  | フローラモン (فلورمون)               | الطيبون   | هو مخلوق نباتي تحول إلى زاحف، وتُعتبر من المخلوقات الضعيفة. |        | 43، 46، 47                                                 |
| أبو رعيدة             | ジュレイモン (جوريمون)               | الأشرار   | مخلوق نباتي كهل، يُلقب بـ"سيّد الغابة"، رُغم ضعف أسلحته القتاليّة، إلا أنه لديه قُدرة عجيبة في تغيير الأفكار. |        | 44، 47                                                     |
| شرشوح                 | ガーベモン (قيربيمون)                | الأشرار   | هو وحشٌ رقميّ يعيش في قُمامة، يرمي القاذورات على أعدائه، إضافةً إلى أن القمامة التي لديه فيها حفرة سوداء تجذب الأشياء بداخلها لتُخفيها من العالم الرقميّ. |        | 44                                                         |
| لعلع                  | パロットモン (باروتمون)              | الأشرار   | هو طائرٌ رقميّ ظهر للأولاد منذ زمن في حيّ هيكاريغاوكا، وكان أول وحش رقميّ تقاتل معه أمجد |        | 45                                                         |
| جمران                 | ガードロモン (قاردورومون)            | الأشرار   | هو وحشٌ رقميّ من نوع الآلات، لديه جسم معدنيّ صلب لا يُخترق، وله قذيفة مُدمرة. |        | 45                                                         |
| صناج                  | メカノリモン (ميكانورويمون)          | الأشرار   | هو وحشٌ رقميّ من نوع الآلات، وهو فريد من نوعه حيث ليس بمقدوره التحرك إلا بقيادته عن طريق مخلوق آخر، فهو يُعتبر كالمركبة للمخلوقات الأخرى، ويستطيع الطيران والقتال عبر التحكم به. |        | 45، 47، 48، 52، 54                                         |
| جذوع                  | ウッドモン (وودمون)                  | الأشرار   | هو وحشٌ رقميّ النباتات، هيّكله عبارةً عن جذوع الأشجار، يعيش في مجموعات ويٌهاجم عابري الطُرق. |        | 46، 47                                                     |
| الغوريلا المعدني      | メタルエテモン (ميتال إيتيمون)       | الأشرار   | هو المُستوى الأقصى من قردون، ولديّه نفس شخصيته الهزليّة والغريبة، ويتحول جلده إلى معدن صلب وقوي، وتُضاف له أسلحةً كثيرة أخرى. |        | 46، 47                                                     |
| ليث المدرع            | サーベルレオモン (سابر ليومون)       | الطيبون   | هو المُستوى الأقصى من ليث (ليومون)، وفيه يتحول إلى هيكل الأسد، وله أنياب بارزة وطويلة، ويكون أكثر شراسة. |        | 46، 47                                                     |
| فنكش                  | レッドベジーモン (ريد فيجيمون)       | الأشرار   | هو وحش نباتي لونه أحمر، له القدرة على المكوث تحت الأرض كالجذور، وله ذراع ذو ضربات قويّة من شأنها أن تضرّ بالأعداء. |        | 46، 47                                                     |
| لم يُذكر               | ハグルモン (هاقورومون)               | الأشرار   | هو وحش رقمي من نوع الآلات، يُشبه الترس المعدني، لديه قُدرة في إرسال الفيروسات عبر الشبكة. |        | 48                                                         |
| الدبابة               | タンクモン (تانكومون)                | الأشرار   | هو وحش رقمي من نوع الآلات، يُشبه الدبابة الحربيّة، يسحق أعدائه من غير رحمة، وله عدة فوّهات كالبنادق بذراعيّه وأنفه. |        | 48                                                         |
| فرتوك                 | メガドラモン (ميغادرامون)            | الأشرار   | هو تنين طائر ولديه قاذفات صواريخ في ذراعيّه، وله القُدرة على التدمير الشامل. |        | 48                                                         |
| فشتوك                 | ギガドラモン (غيغادرامون)            | الأشرار   | هو تنين طائر ذو لون أسود ولديه قاذفات صواريخ في ذراعيّه، ويُجيد المُراوغة بسرعة خاطفة. |        | 48                                                         |
| أبو حجيلة             | ワルもんざえモン (وارومونزايمون)     | الأشرار   | هو مخلوق رقميّ من نوع الدُمى المحشوّة، يبدو شبيهاً لدبدوب (مونزايمون) لكنه مُختلف كلياً عنه، فه ذو لون أسود وهيئة وحشيّة ومُرعبة، وله شخصيّة تغمرها الشر. |        | 49                                                         |
| خرفوشة                | レディーデビモン (ليديديفمون)        | الأشرار   | هي مخلوقةٍ من نوع الشياطين، يحومها غلاف أسود شبيه بشكل بملامح الشيّطان، لها عيون حمراء مُرعبة وشعر أبيض طويل وسلاسل مُحيطة بها. |        | 50                                                         |
| جعلك                  | イビルモン (إيفيلمون)                | الأشرار   | هو مخلوق رقميّ من نوع الشياطين، لديه وحش مُخيف وعيون حمراء وفم كبير، ولديه أجنحة سوداء، ويبدو حجمه أصغر مقارنةً بشكله المُخيف. |        | 52                                                         |
| جنجل                  | アポカリモン (أبوكاليمون)            | الأشرار   | هو أكثر المخلوقاتً شراً وقوّة، ظهر نتيجة إهمال في الجانب الآخر من الجدار الناريّ في عمق العالم الرقميّ، وهو من صنع سادة الظلام ومخلوقات الشر لأجل عرقلة مهمة الأولاد، يرتكز على قاعدة ضخمة تصميمها هندسي دقيق ينبعث منها أذرع كثيرة فيها مجموع أسلحة الوحوش الرقميّة، كان قد قضى عليه الأولاد السابقين الذين سبقوا أبطال السلسلة. |        | 53، 54                                                     |

## آخرون

### جيناي

زاجل.

جيناي (باليابانية: ゲンナイ، بالروماجي: Gen'nai)، المُسمى في الدبلجة العربيّة بـزاجل، هو شخصيّة خياليّة في سلسلة الأنمي والمانغا اليابانية ديجيمون المعروف في العالم العربيّ بأبطال الديجيتال، يُعتبر جيناي عميل لدى المنظمة المسؤولة عن العالم الرقميّ وأحد وُكلائها الذين يُشبهونه في الشكل (الشكل الشاب)، حيث يُعتبر جيناي فرداً مُستنسخاً من مجموعة أفراد يشتركون في مهمة واحدة، كما أنه ساهم في صنع الأجهزة الرقميّة والقلائد والبيوض مع مجموعته، وهو ليّس من المخلوقات الرقميّة ولا من البشر، بل هو مصنوع من البيانات الرقميّة، يعيش في العالم الرقميّ في قارة سيرفر تحت بُحيرةٍ ضخمة في بيت يُحيطه غلاف زجاجي مُتصل مع الخارج، خاض معركةً مع بييمون (طنبور) في المصنع الخاص للعالم الرقميّ، واستطاع بييمون إدخال كرةً سوداء صغيرة في جسده تتحكم في بياناته لتُغيّر من عمره ومن بُنيته الخارجيّة، ليُصبح عجوزاً وتتغير ملامحه وبُنية جسده، كان جيناي له دورٌ كبير في مُساعدة الأولاد في مُغامرتهم، وكان أداة دليل لهم، وأرسل الكثير من الملفات إلى كوشيرو (شادي) والكثير من المعلومات عن أعدائهم وعن المخاطر التي قد يُواجهونها، ظهر في الجُزء الأول كرجل عجوز قصير القامة.

### مجموعة جيناي
مجموعة جيناي هم مجموعة من أشخاص شبيهين بالبشر، لكنهم ليسوا من البشر حقيقةً، فهم لا يتكونون من الجُزيئات والذّرات، بل من البيانات، وكذلك لا يٌعتبرون من المخلوقات الرقميّة، وهم الأشخاص المسؤولين عن العالم الرقميّ وعن اختيار الأولاد، وهم من قاموا بصنع البيوض الرقميّة والأجهزة والقلائد والبوابة والطاولة الحجريّة، ظهروا في المصنع الخاص حينما استولى عليهم طنبور وجنوده، مرتدين معاطف بيضاء.

### فريق عمل قناة فوجي
هو فريق عمل يعملون في قناة تلفزيون فوجي في المبنى الرئيسي في مدينة أودايبا، يتكون من عدة مُراسلين ومُنتجين للقناة، يرأسهم والد ياماتو (يامن) وتاكيرو (وسيم) هيرواكي (أسامة في الدبلجة العربية)، ويتكوّن هذا الفريق من ثلاثة رجال وامرأة واحدة، وأسمائهم: ساكورادا وتشايوكا ويوكي إلى جانب والد ياماتو، كان لهم دور في استطلاع العطل اللاسلكي الذي حلّ في مدينة أودايبا بعد أن أحاطها الوطواط بالضباب، كانوا بعضهم أيضاً مُختطف في معرض طوكيو بيغ سايت.

### الأستاذ فوجي
الأستاذ فوجي ياما أو الأستاذ حسان في الدبلجة العربية، هو الأستاذ الذي أشرف على المُخيّم الصيفي للأولاد قبل ذهابهم إلى العالم الرقميّ حينما غطّت الثلوج المنطقة، وهو مُدرس في مدرسة أودايبا الابتدائية، كان هو أول شخص قد شاهدوه الأولاد عندما عادوا مرةً أخرى إلى المُخيم الصيفي، وهو الذي سمح لهم بالذهاب إلى حيّ هيكاريغاوكا عندما قرروا الأولاد سراً الذهاب إلى هُناك للبحث عن الولد الثامن حينما استقلوا الحافلة للعودة إلى أودايبا، يُعد الأستاذ فوجي ياما كمثابة الأب لهم، وله ممازحاتٌ مع الأولاد ويكن لهم المحبة والاحترام، ظهر في الحلقة الأولى والحلقة التاسعة والعشرون عند ذهاب الأولاد وعند عودتهم من وإلى العالم الرقمي.

#### القط ميكو
القط ميكو (باليابانية: ミーコ، بالروماجي: Mīko) (سُمي في الدبلجة العربيّة بـبيسو)، هو القط الخاص لعائلة تايتشي (أمجد) وهيكاري (هند) ويعيش معهم منذ سنواتٍ طويلة، ميكو ذو لونٍ بُني مع أبيض ويرتدي جرسٌ صغير على شكل ربطة عنق حول رقبته، هو قط مشاكس وكثيراً ما يُحب اللعب في الأشياء الغريبة. ظهر في الفيلم الأول من الأفلام التسعة حينما تشاجر مع كورومون (ورد) في إحدى غُرف منزل تايتشي (أمجد)، وكان له دورٌ بارز في إيجاد جهاز هيكاري (هند) تحت سريرها حينما خطفَ الجهاز وذهب به خارج المنزل في الحلقة رقم 31 : راريمون! يهاجم في خليج طوكيو، كذلك ظهر ميكو في الفيلم الثاني «لعبتنا الحربيّة».